# Хеопсова пирамида
Хеопсовата пирамида, известна още като Великата или Голямата пирамида в Гиза, е древна египетска пирамида, построена от фараон Хеопс, и е последният запазен архитектурен паметник от Седемте чудеса на света, както и най-известната пирамида в света.

## История
Въпреки че не е намерен нито един погребан фараон, египтолозите предполагат, че Хеопсовата пирамида е служила за гробница на египетския фараон от четвъртата династия Хуфу (по-познат с гръцкото си име Хеопс), управлявал Древен Египет през 2606 – 2583 г. пр.н.е. Смята се, че пирамидата е построена по проект на архитекта Хемон (Хемиону).
Според египтолози като Марк Ленър и д-р Захи Хауас, Хеопсовата пирамида е построена за около 20 години според официалните изказвания на археолозите, като най-точната година на нейното завършване е ок. 2580 г. пр.н.е., но намерени артефакти и експерименти напълно отхвърлят тази теория. Тя е най-старата и най-голямата пирамида от трите в Гиза. Стените ѝ са ориентирани към четирите посоки на света, като входът е от северната. Вътре има няколко камери, съединени с коридори, и недовършена подземна камера.
Първоначално пирамидата е имала височина 146,5 m и страна на основата 231 m, но днес тя е висока 138,75 m, а основата ѝ има дължина 230,4 m. В продължение на четири хилядолетия, до 1311 г., тя е била най-високата постройка в света, преди да бъде построена Катедралата в Линкълн Англия, чиято централна кула била висока 160 m.

## Любопитни факти
- Смята се, че пирамидата се състои от 2 300 000 каменни блока с тежест между 2 и 30 тона всеки, а се предполага, че някои от блоковете тежат по 50 тона.
- Местоположението на Пирамидата на Менкауре, пирамидата на Кафре и Хеопсовата пирамида е точно съобразено със съзвездието Орион.
- Основата на пирамидата обхваща 55 000 m², големина на околната повърхнина – 85 500 m².
- Температурата във вътрешността на пирамидата е постоянна – средно 20 °C.
- Външната облицовка се състои от 144 000 облицовъчни камъка, всички добре полирани и плоски с точност до 1/100-тна от инча (0,25 мм.), на около 100 инча дебелина (2,5 м.) и тегло около 15 тона всяка.
- Крайъгълните камъни на пирамидата имат конструкция, която може да устои на топлинно разширение и земетресение.
- Използваният разтвор е с неизвестен произход. Химическият му състав е известен и е анализиран, но не може да бъде възпроизведен.
- Първоначално пирамидата е била покрита с облицовка (от силно полиран варовик). Тези облицовъчни камъни са отразявали светлината на слънцето и са придавали на пирамидата уникален блясък, като бижу. Вече не се използват, като през 14 век много от тях са били повредени вследствие на земетресение. Изчислено е, че оригиналната пирамида с обкова е била гигантско огледало и е отразявала светлината толкова мощно, че вероятно е изглеждала като ярка звезда, гледано от Космоса. Древните египтяни са наричали пирамидата „икхет“, което е означавало „Славна светлина“.
- Четирите страни на пирамидата са леко вдлъбнати – това е единствената пирамида построена по този начин.
- Центровете на четирите страни са вдлъбнати с извънредна прецизност формиране единствената осемстенна пирамидата, този ефект не се вижда от земята или от разстояние, а само от въздуха и то само при подходящи условия на осветеност. Явлението се наблюдава само на зазоряване и залез в пролетно и есенно равноденствие, когато слънцето създава светлосенки върху пирамидата.
- Според изчисленията, общата маса на пирамидата (в началото) е била около 6,7 млн. тона (изхождайки от обема на пирамидата от 2,5 млн. m³ и плътността на варовика от 2,7 t/m³); по-точни изчисления на масата дават 5,5 млн тона варовик, 8 хил. тона гранит и 0,5 млн. тона строителен разтвор (гипс с вар)[1].